# Logan Stanley
Logan Stanley (Kitchener, Ontario, 26 de mayo de 1998), apodado Stan, es un jugador profesional canadiense de hockey sobre hielo que se desempeña en la posición de defensor izquierdo en Winnipeg Jets, equipo de la National Hockey League (NHL).

## Carrera
Fue seleccionado en la primera ronda en la NHL Entry Draft de 2016. En 2020 hizo su debut profesional con el equipo Winnipeg Jets, donde lleva jugando cuatro temporadas.